# Роберто Годж
Роберто Годж (ісп. Roberto Hodge, 30 липня 1944, Ла-Серена — 1985, Сантьяго) — чилійський футболіст, півзахисник. Виступав, зокрема, за клуби «Універсідад де Чилі» та «Америка» (Мехіко), а також національну збірну Чилі.

## Клубна кар'єра
У дорослому футболі дебютував 1962 року виступами за команду «Універсідад де Чилі», в якій провів дев'ять сезонів, взявши участь у 197 матчах чемпіонату. Більшість часу, проведеного у складі «Універсідад де Чилі», був основним гравцем команди. За цей час п'ять разів вигравав чемпіонатів Чилі в 1962, 1964, 1965, 1967 і 1969 році.
1970 року перейшов дол мексиканської «Америки» і в першому ж сезоні 1970/71 допоміг команді виграти чемпіонство. Всього відіграв за команду з Мехіко чотири сезони своєї ігрової кар'єри і в останньому з них виграв з командою і національний кубок, після чого виступав за інші місцеві команди «УАНЛ Тигрес» та «Естудіантес Текос».
1977 року Годж повернувся на батьківщину і провів один сезон за «Палестіно», вигравши Кубок Чилі, після чого грав за «Депортес Авіасьйьон» та «Депортес Антофагаста», а завершив кар'єру у клубі «Кобресаль», за який грав у сезоні 1981 року.

## Виступи за збірну
14 жовтня 1964 року дебютував в офіційних матчах у складі національної збірної Чилі в матчі Кубка Карлоса Діттборна проти Аргентини (1:1).
У складі збірної був учасником чемпіонату світу 1966 року в Англії, але на поле на турнірі не виходив. Натомість наступного року на чемпіонаті Південної Америки 1967 року в Уругваї, на якому команда здобула бронзові нагороди, Роберто вже був основним гравцем і зіграв у всіх семи іграх проти Колумбії, Венесуели, Парагваю, Парагваю, Аргентини та Болівії.
Останній раз Годж зіграв за збірну 6 березня 1977 року у матчі кваліфікації до чемпіонату світу проти Перу (1:1) і загалом зіграв у національній збірній 38 ігор, забивши свій єдиний міжнародний гол у товариському матчі проти Угорщини 13 грудня 1967 року.
Помер 1985 року від раку підшлункової залози.

## Титули і досягнення
- Чемпіон Чилі (5):

«Універсідад де Чилі»: 1962, 1964, 1965, 1967, 1969
- Чемпіон Мексики (1):

«Америка»: 1971
- Володар Кубка Мексики (1):

«Америка»: 1974
- Володар Кубка Чилі (1):

«Палестіно»: 1977
- Бронзовий призер Чемпіонату Південної Америки: 1967